# 레이 길런
레이 길런(Ray Gillen, 1959년 5월 12일 ~ 1993년 12월 1일)는 미국의 음악가이다.